# Trigonella turkmena
Trigonella turkmena är en ärtväxtart som beskrevs av Mikhail Grigoríevič Popov. Trigonella turkmena ingår i släktet trigonellor, och familjen ärtväxter. Inga underarter finns listade i Catalogue of Life.